# Soroll de color

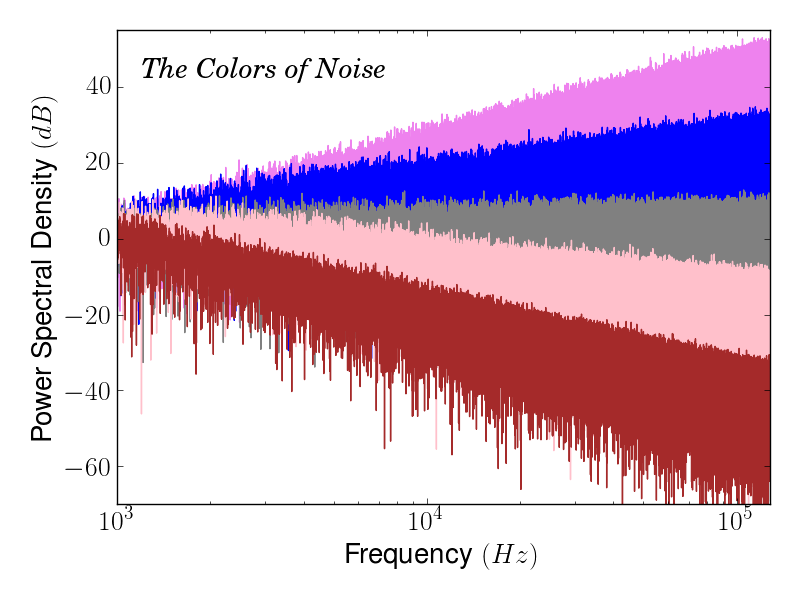
Fig.1 Espectre freqüencial de tots els colors del soroll

Encara que el soroll és un senyal  aleatori, pot tenir característiques i propietats estadístiques. La densitat espectral (potència i distribució en l'espectre de freqüència), és una d'aquestes propietats, que poden ser utilitzades per a distingir els diferents tipus de soroll. Per a aquesta classificació per densitat espectral s'empra el nom de diversos colors, i és comú en diferents disciplines, on el soroll és un factor important (com ara en acústica, en enginyeria elèctrica i en física).
Depenent de la forma concreta que tingui la seva densitat espectral de potència (PSD o Power Spectral Density), es defineixen diversos "colors" per al soroll.